# Quan hệ Nga – Việt Nam
Quan hệ Nga – Việt Nam (tiếng Nga: Российско-вьетнамские отношения) là quan hệ giữa Cộng hòa Xã hội chủ nghĩa Việt Nam và Liên bang Nga, kế thừa quan hệ đồng minh thân thiết giữa Việt Nam Dân chủ Cộng hòa và Liên bang Cộng hòa Xã hội chủ nghĩa Xô Viết (СССР-ДРВ отношения) trước đây.
Quan hệ Việt – Xô đã chính thức được thiết lập vào 30 tháng 1 năm 1950 khi Liên Xô mở đại sứ quán tại Việt Nam Dân chủ Cộng hòa.

## Lịch sử
Ngày 22 tháng 9 năm 1945 – 20 ngày sau khi Việt Nam tuyên bố độc lập, Chủ tịch Hồ Chí Minh gửi mật điện cho nguyên thủ Liên Xô I. V. Stalin (qua Đại sứ Liên Xô A. E. Bogomolov tại Pháp), thông báo về sự ra đời của Chính phủ cách mạng ở Việt Nam:
Bức mật điện đầu tiên Liên Xô nhận được từ Chính phủ Việt Nam Dân chủ Cộng hòa (22-9-1945)
Kính gửi đồng chí Stalin. Moskva.
Chúng tôi xin thông báo với Ngài rằng Chính phủ Lâm thời nước Việt Nam Dân  chủ Cộng hòa được thành lập với Chủ tịch là Hồ Chí Minh. Ngày 25-8, Hoàng đế Bảo Đại thoái vị và chuyển giao chính quyền cho Chính phủ mới được toàn dân ủng hộ.
Trong khi đó, do hệ thống đê điều bị phá vỡ, một nửa Bắc Bộ bị  ngập lụt, gây thiệt hại to lớn, dân bắt đầu chết đói. Chúng tôi xin Ngài giúp đỡ  ở mức độ có thể.
Trân trọng. Hồ Chí Minh
Nguồn: Архив внешней политики Российской Федерации (АВП РФ), ф. 0136, оп. 29, п.197, д. 31, л.187.

Bức điện trên và một loạt các bức điện khác được gửi trong tháng 9 và tháng 10 năm 1945 đều không được hồi âm. Theo I. V. Bukharkin, "Moskva tiếp nhận những bức điện khẩn của lãnh đạo Việt Nam với thái độ khá dè dặt". Vấn đề Đông Dương đã không được ưu tiên bởi Moskva như vấn đề Tây Âu sau chiến tranh thế giới thứ hai, đồng thời, Stalin "không muốn làm suy yếu Đảng Cộng sản Liên Xô khi ủng hộ cuộc chiến giành độc lập ở Đông Dương". Maurice Thorez, lãnh đạo Cộng sản Pháp, từng nói rằng "Stalin không tin tưởng nhóm của Hồ Chí Minh" vì Hồ Chí Minh đã đi quá xa trong việc lập quan hệ với Mỹ và tình báo Anh để chống quân Nhật. Hơn thế nữa, Stalin không vui khi Hồ Chí Minh không chịu nghe lời mình.
Sau khi được Trung Quốc đặt quan hệ ngoại giao (18-1-1950), Chủ tịch Hồ Chí Minh tới Bắc Kinh (21-1-1950). Nhân dịp này, Hồ Chí Minh đã đề nghị Chính phủ Trung Quốc thông báo cho Stalin biết Hồ Chí Minh đang thăm Trung Quốc và đề nghị được gặp Stalin để thông báo cho Chính phủ Liên Xô biết về tình hình cách mạng Việt Nam.
Ngày 23 tháng 1 năm 1950, Bộ trưởng Ngoại giao Hoàng Minh Giám thay mặt Chính phủ Việt Nam gửi công hàm cho Bộ trưởng Ngoại giao Liên Xô, đề nghị hai nước kiến lập quan hệ ngoại giao chính thức và trao đổi đại sứ. Mao Trạch Đông, lúc đó đang đàm phán với Stalin để ký Hiệp ước Hữu nghị, Đồng minh và Tương trợ Trung - Xô tại Moskva, đã đề nghị Stalin mời Hồ Chí Minh tới Moskva để bàn về việc hợp tác Xô-Việt. Stalin đã miễn cưỡng chấp nhận điều này và ngày 30 tháng 1 năm 1950, Moskva chính thức công nhận Việt Nam Dân chủ Cộng hòa. Quan hệ giữa Việt Nam Dân chủ Cộng hòa với Liên Xô được nâng lên cấp đại sứ vào tháng 4 năm 1952.
Từ năm 1950 trở đi, Liên Xô bắt đầu viện trợ cho Việt Nam. Số lượng hàng đầu tiên gồm "pháo cao xạ 37 ly, một số xe vận tải môlôtôva và thuốc quân y". Nhìn chung từ tháng 5 năm 1950 đến tháng 6 năm 1954, Việt Nam nhận được 21.517 tấn hàng viện trợ quốc tế với tổng trị giá 54 triệu rúp từ Liên Xô, Trung Quốc và các nước dân chủ nhân dân khác. Trong đó "toàn bộ pháo cao xạ 37 ly - 76 khẩu, toàn bộ hỏa tiễn (Katyusha) - 12 dàn phóng, toàn bộ số tiểu liên K50, phần lớn số ôtô vận tải 685 trên tổng số 745 chiếc và một số lượng lớn thuốc kháng sinh ký ninh (chữa sốt rét) là của Liên Xô".
Báo chí Việt Nam luôn ca ngợi sự khăng khít trong quan hệ giữa hai nước. Chủ tịch Hồ Chí Minh thường nói:
| “ | Đối với Lênin, đối với Cách mạng Tháng Mười, đối với Đảng Cộng sản, Chính phủ Liên Xô và nhân dân Xô Viết, chúng ta 'Uống nước phải nhớ nguồn. | ” |

Lê Duẩn, Tổng Bí thư Đảng Cộng sản Việt Nam, cũng nói: 
| “ | Nhân dân Việt Nam hiểu sâu sắc rằng mỗi bước đi lên, mỗi chặng đường thắng lợi của cách mạng Việt Nam đều gắn liền với những sự kiện trọng đại diễn ra trên đất nước Liên Xô. | ” |

Trong giai đoạn từ năm 1978 đến giữa những năm 1980, Liên Xô đã cung cấp các khoản viện trợ từ 700 triệu đến 1 tỷ USD viện trợ hàng năm cho Việt Nam. Các viện trợ bao gồm các khoản cho vay, tín dụng thương mại, đào tạo kỹ thuật, các dự án hỗ trợ, trợ giá... Toàn bộ các cơ sở công nghiệp của Việt Nam sau chiến tranh đã được khôi phục và xây dựng bởi sự giúp đỡ của người Liên Xô.
Các khoản viện trợ của Liên Xô đến Việt Nam tăng vọt khi Việt Nam gia nhập khối Comecon, một tổ chức kinh tế của các quốc gia khối xã hội chủ nghĩa bao gồm Liên Xô, Bulgaria, Tiệp Khắc, Hungary, Ba Lan và România. Trong một nghiên cứu đã được công bố bởi Thư viện Quốc hội Hoa Kỳ, các khoản viện trợ kinh tế của Liên Xô cho Việt Nam nằm trong khoảng 700 triệu đến 1 tỷ USD trong năm 1978. Cho đến giữa những năm 1980, khi Liên Xô phải đối mặt với rất nhiều vấn đề, họ vẫn dành cho Việt Nam khoản viện trợ 1 tỷ USD hàng năm.
Sau sự kiện Liên Xô tan rã, mối quan hệ lại được tạo dựng giữa Việt Nam và Liên bang Nga, quốc gia kế tục Liên Xô.
Ngày 27 tháng 12 năm 1991, chỉ 1 ngày sau khi Liên Xô chính thức tan rã, Việt Nam tuyên bố công nhận Nga là quốc gia thừa kế Liên Xô, mặc dù tổng thống Nga Boris Yeltsin vào ngày 29 tháng 8 đã ra lệnh cấm tất cả các hoạt động của Đảng Cộng sản Liên Xô trên lãnh thổ Nga, sau cuộc đảo chính Xô viết năm 1991.

## Tình hình cuối thế kỉ XX - đầu thế kỉ XXI

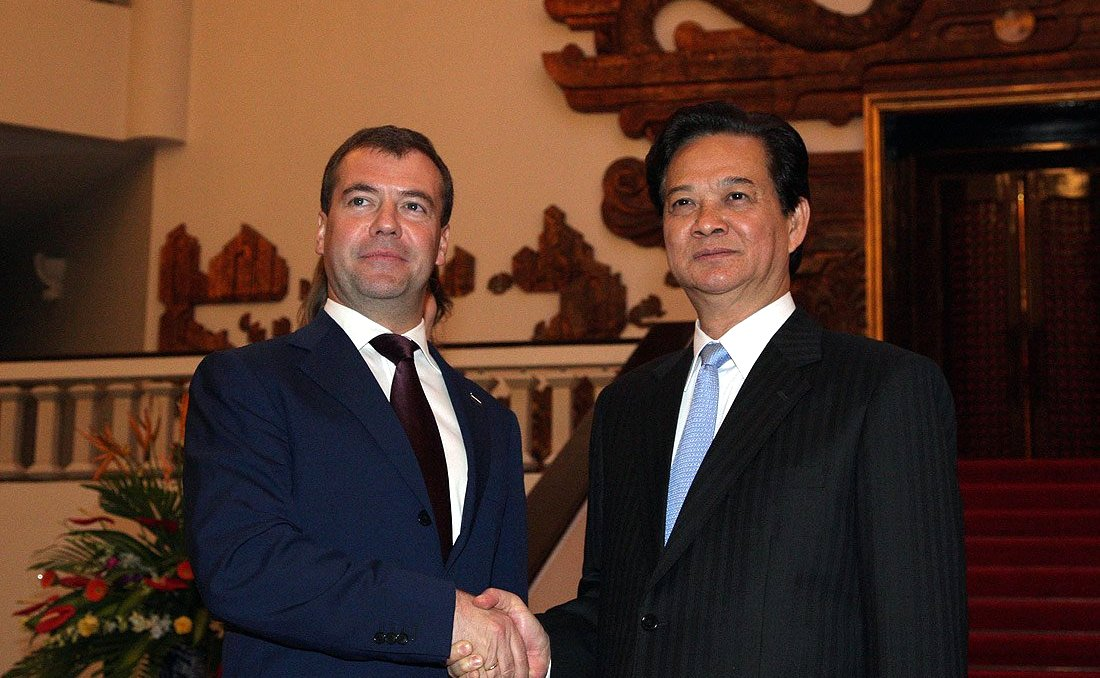
Tổng thống Nga Dmitry Medvedev và thủ tướng Nguyễn Tấn Dũng năm 2010

Ngày 16/6/1994, Việt Nam và Nga đã ký "Hiệp ước về những nguyên tắc cơ bản của quan hệ hữu nghị". Tháng 3/2001, Việt Nam và Nga đã xác lập mối quan hệ song phương lên tầm đối tác chiến lược nhân chuyến thăm Việt Nam của Tổng thống Vladimir Putin. Nga là nước đầu tiên Việt Nam thiết lập quan hệ đối tác chiến lược.
Tháng 8 năm 1998, Chủ tịch nước Trần Đức Lương đã thăm chính thức Liên bang Nga. Hai bên đã khẳng định sự mong muốn phát triển quan hệ song phương và đã ký Tuyên bố chung Nga-Việt..

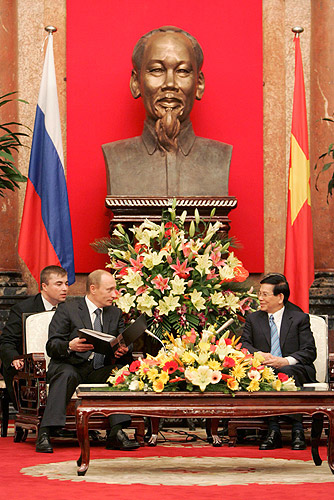
Tổng thống Nga Vladimir Putin và chủ tịch nước Nguyễn Minh Triết năm 2006

Tháng 9 năm 2000, Thủ tướng Phan Văn Khải đã thăm chính thức Nga, ký các hiệp định liên Chính phủ về giải quyết nợ của Việt Nam vay trước đây trước Nga, về hợp tác liên khu vực, v.v... Năm 2000, chính phủ Nga quyết định xóa 85% khoản nợ trị giá 11 tỷ USD mà Việt Nam còn nợ Liên Xô. 15% còn lại (1,65 tỷ USD) được Nga ưu đãi, cho chi trả dần trong 23 năm, dưới hình thức các khoản đầu tư.
Từ 28 tháng 2 đến 2 tháng 3 năm 2001 đã diễn ra chuyến thăm chính thức Hà Nội của Tổng thống Liên bang Nga Vladimir Putin. Đã ký Tuyên bố chung về quan hệ đối tác chiến lược, nghị định thư liên chính phủ về việc rà soát cơ sở điều ước-pháp lý và hiệu lực các hiệp ước và hiệp định song phương, và các văn kiện ngành khác.
Từ 26 đến 28 tháng 3 năm 2002, Thủ tướng Liên bang Nga Mikhail Kasyanov thăm chính thức Hà Nội, hội đàm với Thủ tướng Phan Văn Khải và Tổng Bí thư Nông Đức Mạnh.
Hai nước duy trì cơ chế "Ủy ban liên Chính phủ về hợp tác kinh tế - thương mại và khoa học - kỹ thuật" đồng thời thành lập "Hội đồng Doanh nghiệp Việt Nam – Liên Bang Nga" nhằm trao đổi biện pháp tăng cường hợp tác và hỗ trợ xúc tiến thương mại, đầu tư cho doanh nghiệp hai nước.
Năm 2007, Việt Nam và Nga đã công nhận lẫn nhau có nền kinh tế thị trường, tạo thêm điều kiện cho doanh nghiệp của nhau thâm nhập thị trường.
Gần 5% con số chính thức người Việt tại Nga là sinh viên theo học bằng học bổng của chính phủ Nga.
Thương mại song phương hai nước đã đạt tới 550 triệu USD vào năm 2001; Nga xuất khẩu sang Việt Nam máy móc và thép; trong khi Việt Nam xuất khẩu sang Nga lúa gạo và vải vóc. Hai nước cũng giữ vững mối quan hệ trong lĩnh vực năng lượng với việc liên doanh Vietsovpetro khai thác dầu thô tại mỏ dầu Bạch Hổ.

## Hợp tác quân sự

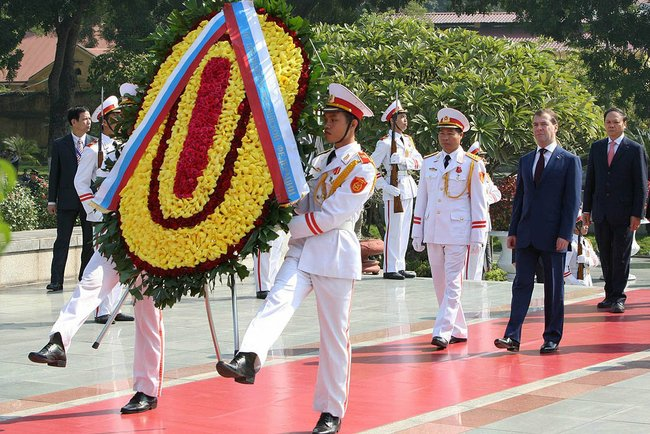
Tổng thống Nga Dmitry Medvedev viếng Lăng Chủ tịch Hồ Chí Minh, tháng 10 năm 2012

Sau khi có Hiệp ước hữu nghị và hợp tác giữa Cộng hoà Xã hội chủ nghĩa Việt Nam và Liên bang Cộng hoà Xã hội chủ nghĩa Xô Viết, Liên Xô một mặt đưa Hải quân và Không quân tới đóng và hoạt động ở quân cảng Cam Ranh, lập cầu hàng không vận chuyển vũ khí và phương tiện chiến đấu cho Việt Nam, một mặt thiết lập đoàn cố vấn quân sự từ cấp sư đoàn bộ binh và trung đoàn binh, quân chủng kỹ thuật trở lên. Liên Xô cũng yêu cầu Việt Nam bỏ cơ chế Đảng ủy trong Quân đội, đồng thời đưa cả 19 sư đoàn bộ binh lên áp sát biên giới Việt-Trung. Họ còn đề nghị Việt Nam thành lập Quân đoàn thứ 10 nâng quân số thường trực của Việt Nam lên tới một triệu sáu trăm ngàn. Tuy nhiên Việt Nam từ chối những yêu cầu này và không cho phép Liên Xô đưa đầu đạn hạt nhân vào cảng Cam Ranh.
Hải quân Liên Xô đã duy trì hiện diện quân sự tại căn cứ ở vịnh Cam Ranh (được Mỹ xây dựng và chuyển giao cho Hải quân Việt Nam Cộng hòa trước khi Quân đội nhân dân Việt Nam giành được năm 1975). Trước năm 1987, căn cứ này đã được mở rộng ra gấp 4 lần kích thước ban đầu của nó, được cho là để gìn giữ hòa bình cho khu vực Đông Nam Á, điều này trái ngược với thông tin tình báo của Hạm đội Thái Bình Dương Hoa Kỳ. Các nhà phân tích cho rằng phía Việt Nam nhìn nhận sự có mặt của hải quân Liên Xô là đối trọng chống lại bất kỳ mối đe dọa tiềm tàng nào từ phía Trung Quốc. Liên Xô và Việt Nam luôn chính thức phủ nhận bất kỳ sự hiện diện quân sự nào ở đây.
Tuy nhiên, vào đầu năm 1988, ngoại trưởng Liên Xô khi đó là Eduard Shevardnadze đã thảo luận về khả năng rút quân khỏi vịnh Cam Ranh và sự cắt giảm quân đội cụ thể đã được thi hành vào năm 1990. Nga bắt đầu rút nốt số quân ít ỏi còn lại vào năm 2002. Sau 25 năm quan hệ Việt - Nga, đã nâng lên một tầm cao mới của sự gắn bó hai nước. Với những hợp tác không ngừng củng cố, về tất cả các lĩnh vực. Hai bên đã bày tỏ sự tin tưởng trên mối quan hệ và đối tác chiến lược toàn diện Việt - Nga. Ngày càng phát triển vì lợi ích của hai dân tộc hòa bình trên thế giới.
Tương phản với quan hệ ngoại giao và thương mại, hợp tác quân sự giữa hai nước đã đi xuống kể từ sau khi Liên Xô tan rã. Tuy nhiên trong những năm gần đây, Việt Nam là đối tác quốc phòng quan trọng của Nga, thể hiện qua hầu hết các khí tài quân sự hiện đại của Việt Nam đều nhập khẩu từ Nga, một phần do lệnh cấm vận của Mỹ đối với Việt Nam (trước năm 2016).

## Hợp tác thương mại và đầu tư song phương

### Năng lượng

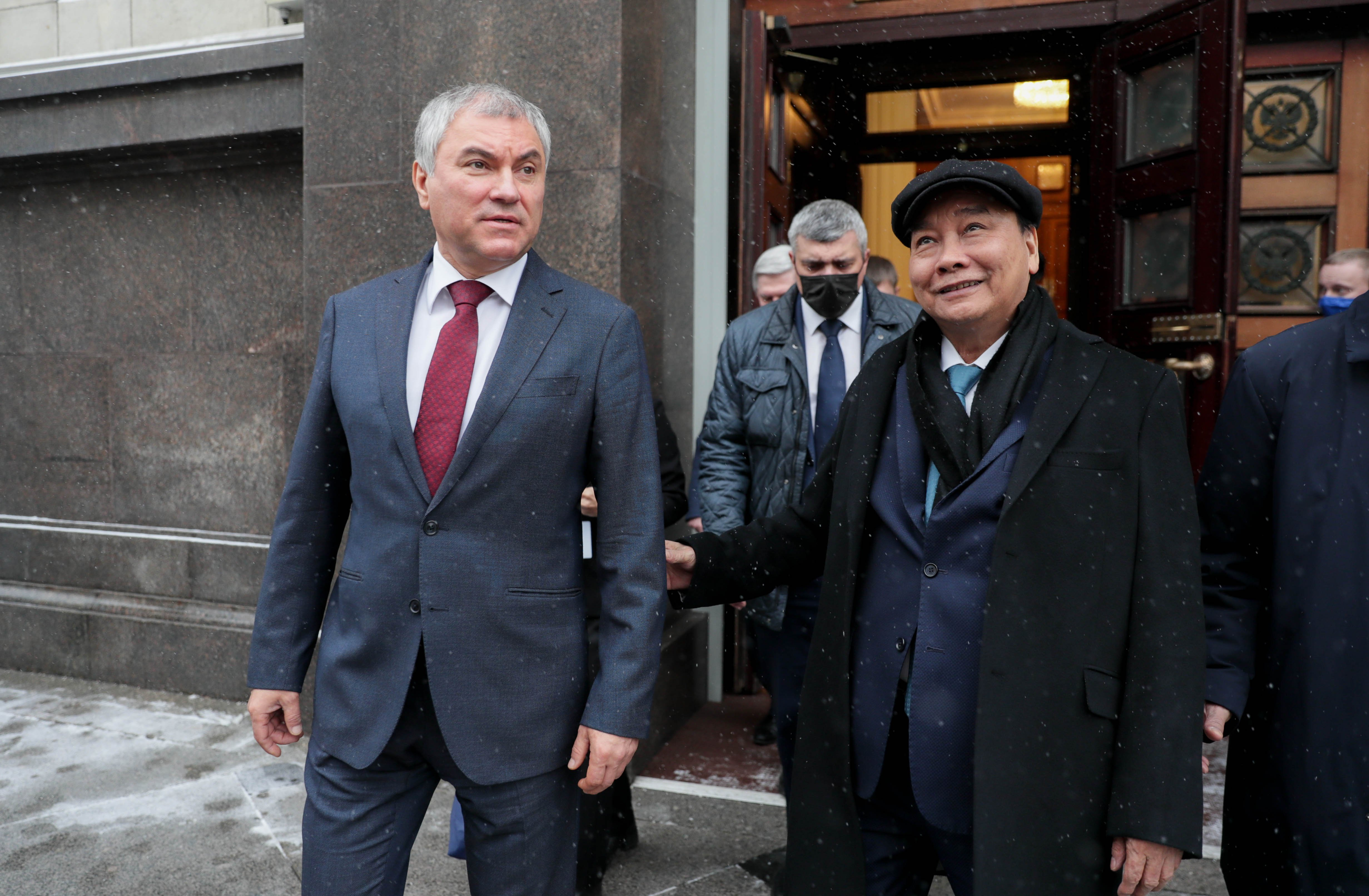
Chủ tịch Duma Quốc gia Viacheslav Volodin và chủ tịch nước Nguyễn Xuân Phúc trong chuyến công du đến Nga, năm 2021

Việt Nam năm 2008 đã phê duyệt việc sử dụng năng lượng nguyên tử cho mục đích dân sự và Nga đã tuyên bố sẽ tham gia chương trình theo kế hoạch. Khiêm cho biết hai bên cũng tái khẳng định mối quan hệ truyền thống của họ trong các lĩnh vực khác, bao gồm cả quốc phòng. Báo cáo đó được đưa ra sau khi tờ báo Kommersant của Nga cho biết Việt Nam cũng sắp ký một thỏa thuận cho sáu tàu ngầm Nga, cùng với tàu khu trục lớp Gepard và sản xuất chung tên lửa chống tàu khi mối quan hệ quân sự đang phát triển trở lại.
Chủ tịch nước Việt Nam Nguyễn Minh Triết, trong chuyến thăm Moscow vào tháng 10 năm 2008, đã ký một hiệp ước cho các công ty Việt Nam và Nga để phát triển các lĩnh vực năng lượng ngoài khơi Việt Nam. Trong lĩnh vực viễn thông, VimpelCom của Nga vào giữa tháng 7 năm 2009 đã công bố ra mắt thương mại tại Việt Nam dịch vụ di động Beeline thông qua GTEL-Mobile, một liên doanh với một công ty nhà nước Việt Nam. Lavrov đã đi du lịch vào Chủ nhật ngày 26 tháng 7 đến miền nam Thành phố Hồ Chí Minh để gặp mặt các quan chức chính quyền địa phương.
Vào cuối những năm 2000, ảnh hưởng của Nga tại Việt Nam đã bắt đầu tăng trưởng trở lại nhưng vẫn còn thấp hơn nhiều so với thời Xô Viết. Vào thứ Bảy ngày 25 tháng 7, Việt Nam và Nga đã ký một biên bản ghi nhớ giữa các cơ quan năng lượng nguyên tử tương ứng của họ nhưng không có chi tiết nào được công bố. "Hợp tác về năng lượng nguyên tử sẽ là ưu tiên hàng đầu.", Lavrov nói.

### Khác
Dữ liệu sơ bộ của chính phủ Việt Nam cho thấy xuất khẩu sang Nga đạt gần 139 triệu đô la trong năm tháng đầu năm 2009 trong khi nhập khẩu được định giá khoảng 525 triệu đô la. Dữ liệu cho thấy, kẻ thù thời chiến trước đây của Việt Nam, Hoa Kỳ, đã bình thường hóa quan hệ ngoại giao vào năm 1995, đã nhận được hàng xuất khẩu của Việt Nam trị giá hơn bốn tỷ đô la trong năm tháng đầu tiên, dữ liệu cho thấy. Nhập khẩu vượt quá 932 triệu đô la.  Đến năm 2012 thương mại giữa hai quốc gia đã đạt 3,5 tỷ USD.
Vào tháng 3 năm 2013, Bộ trưởng Thương mại Cộng đồng Kinh tế Á-Âu, ông Andre Slepnev đã đến thăm Hà Nội để hội đàm mở về khả năng Việt Nam gia nhập Liên minh Hải quan Belarus, Kazakhstan và Nga.

## Đại sứ quán, lãnh sự quán
Tại Việt Nam:
- Hà Nội (Đại sứ quán)
- Thành phố Hồ Chí Minh (Lãnh sự quán)
- Đà Nẵng (Lãnh sự quán)

Tại Nga:
- Moskva (Đại sứ quán)
- Yekaterinburg (Lãnh sự quán)
- Vladivostok (Lãnh sự quán)

### Phái bộ ngoại giao
- (tiếng Nga) (tiếng Việt) Embassy of Russia in Hanoi Lưu trữ ngày 1 tháng 9 năm 2009 tại Wayback Machine
- Embassy of Vietnam in Moscow Lưu trữ ngày 16 tháng 6 năm 2008 tại Wayback Machine
- (tiếng Nga) Consulate General of Russia in Danang Lưu trữ ngày 8 tháng 10 năm 2011 tại Wayback Machine
- (tiếng Anh) (tiếng Việt) Consulate-General of Vietnam in Vladivostok